# Província de Mary
La província de Mary (en turkman: Мары велаяты, Mary welaýaty) una de les províncies (Welayatlar) del Turkmenistan. Està al sud-est de l'estat, a la frontera amb l'Afganistan. La seva capital és Mary.
Té una superfície de 86.800 km² i 1.584.000 habitants (2006). Té una densitat de població de 18 hab/km². El fus horari de la província és UTC+5. Tot i la baixa densitat de població, aquesta és molt més important als oasis.

## Geografia
El nord de la província està situat a l'eco-regió del desert centre asiàtic meridional; el sud de la província és sabana amb pistatxos i semi-desert (classificat com el semi-desert de Badkhiz-Karabil per la World Wildlife Fund.
Hi ha el riu Murghab i el Canal Karakum.

## Economia i demografia
El 2000, la Província de Mary té el 23% de la població del Turkmenistan, el 19% de la població activa, el 26% de la producció agrícola i el 21% de la producció industrial. Les indústries de la regió inclouen l'extracció de gas natural (el camp de gas de lolotan), la generació d'electricitat, tèxtil, el teixit de catifes, indústries químiques i alimentàries. El 2001 va aportar al Turkmenistan el 74% de l'electricitat i l'extracció del 26% del gas natural de l'estat. També es produeix fertilitzants, pells, cotó i oli vegetal.
L'agricultura de la província de Mary és irrigada pel Canal Karakum, que va d'est a oest pel centre de la província i pel riu Murgab (direcció sud-nord, provinent de l'Afganistan).

## Poblacions
La capital de la província és la ciutat de Mary (Turkmenistan), localitzada a la intersecció entre el riu Murghab i el Canal Karakum. Altres ciutats són Baýramaly, Ýolöten i Serhetabat, a la frontera amb l'Afganistan.

## Districtes
La província de Mary està dividida en 12 districtes (etraplar, singular, etrap i una ciutat (il) Entre parèntesis s'ha indicat els noms que es van canviar el 1995:
- Baýramaly City
- Altyn Sahra District (formed in abril 2008)[7][8]
- Baýramaly District
- Ýolöten District
- Garagum District
- Mary District
- Murgap District
- Oguzhan District (Howuzhan District)
- Sakarçäge District
- Serhetabat District (formerly Guşgy District)
- Tagtabazar District
- Türkmengala District
- Wekilbazar District

## Turisme i cultura
- L'antiga ciutat de Merv ha estat designada Patrimoni de la Humanitat i és la principal atracció turística arqueològica de la província. És una de les ciutats oasi millor conservat de l'antiga ruta de la Seda[9]